# Jeremy Reaves
(en) Statistiques sur pro-football-reference
Jeremy Reaves, né le 29 août 1996 à Pensacola en Floride, est un joueur professionnel américain de football américain. 
Il joue au poste de gunner et safety dans la National Football League (NFL) et depuis la saison 2018 pour la franchise de Commanders de Washington (ex Redskins ou Washington Football Team).

## Biographie
Reaves joue son football américain universitaire avec les Jaguars de South Alabama. Il est classé 1er au nombre de fumbles provoqués et est désigné meilleur joueur défensif de la saison 2017 dans la Sun Belt Conference.
Non sélectionné lors de la draft 2018, il rejoint les Eagles de Philadelphie mais n'est pas retenu dans l'effectif final. Il rejoint alors les Commanders de Washington (dénommé Redskins à l'époque) où il intègre l'équipe d'entraînement. Il fera plusieurs aller-retour entre l'équipe d'entraînement et la formation principale au cours des quatre saisons suivantes sans jamais être retenu au départ de la saison dans l'équipe première.
Avant le début de la saison 2022, l'entraineur Ron Rivera lui annonce qu'il est retenu dans l'effectif final,. Bien que considéré comme étant un safety, c'est en unités spéciales que Reaves va jouer.
En fin de la saison, il est classé deuxième de la NFL à sa position au nombre de plaquages derrière George Odum des 49ers[réf. nécessaire]. Cette performance lui vaut d'être sélectionné à son premier Pro Bowl et dans la première équipe All-Pro. Sa nomination au Pro Bowl, annoncée par Rivera en la présence de Tress Way, devient virale à la suite de la réaction toute en émotions de Reaves et de ses coéquipiers,.